# Доскино (станция)
До́скино — железнодорожная станция Горьковской железной дороги на участке Владимир — Нижний Новгород.
Станция и посёлок возникли в 1860-е годы при строительстве железной дороги Москва — Нижний Новгород на необжитой территории среди лесов и болот. Первоначальное название железнодорожной станции — Орловка, в связи с тем, что она находилась недалеко от одноимённой деревни. В 1913 году станция переименована, при этом новое название связано с возникшим у станции посёлком Новое Доскино, название которого, в свою очередь, пришло с противоположного берега Оки, где находились ближайшие населенные пункты — село Большое Доскино и деревня Малое Доскино. Орловкой впоследствии была названа одна из станций линии на Автозавод.
Боковая (северная) платформа предназначена для электропоездов, следующих из Нижнего Новгорода, островная используется для поездов на Нижний Новгород (Московский вокзал) и станцию Кустовая, расположенную в Автозаводском районе Нижнего Новгорода, а также прибывающих из Кустовой и следующих далее в Дзержинск.  3 путь является резервным, предназначен для грузового движения, и для остановки электропоездов, следующих в сторону Дзержинска, для пропуска скоростных поездов, Ранее использовался  для оборота электропоездов. Пригородные поезда курсируют вплоть до станций Нижний Новгород-Московский и Вязники.
Ныне севернее платформы расположен микрорайон Новое Доскино Автозаводского района Нижнего Новгорода, южнее путей станции — посёлок городского типа Горбатовка, входящий в городской округ город Дзержинск.

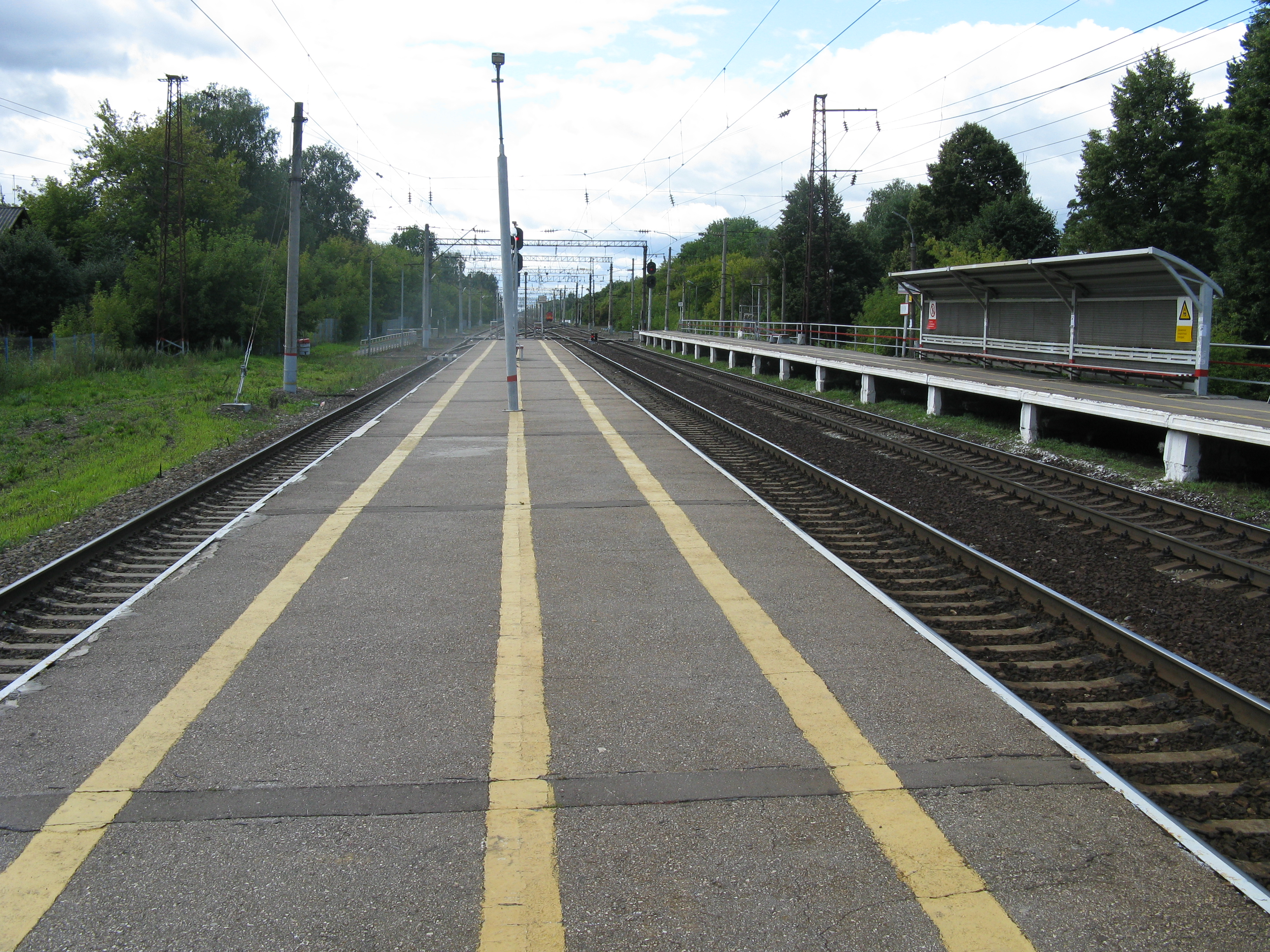

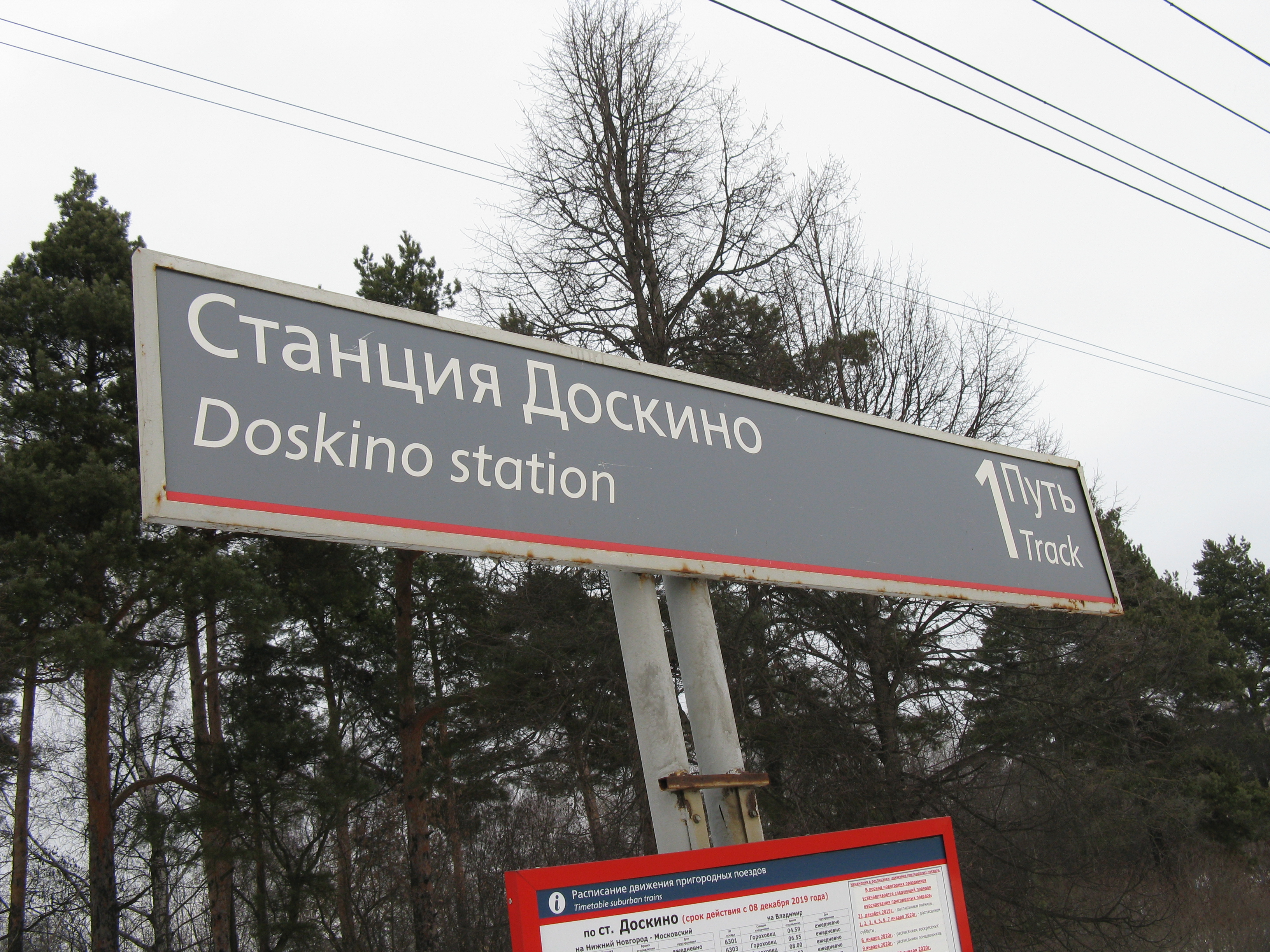